# RCN Solec Kujawski
RCN Solec Kujawski (Radiowe Centrum Nadawcze w Solcu Kujawskim) – stacja nadawcza fal długich o częstotliwości 225 kHz, mająca za zadanie nadawanie Programu Pierwszego Polskiego Radia. Za pomocą fal długich Program I Polskiego Radia można usłyszeć zarówno na obszarze całej Polski jak i w krajach sąsiadujących z Polską. Od 1 grudnia 2015 roku w RCN Solec Kujawski rozpoczęto także emisję radia w cyfrowej technologii DAB+. Swoim zasięgiem cyfrowy multipleks obejmuje większą część województwa kujawsko-pomorskiego. 16 grudnia 2023 roku równoległe z emisją akustyczną, rozpoczęto emisję cyfrowego sygnału czasu urzędowego emitowanego na fali nośnej 225 kHz.

## Historia
Jej budowa stała się konieczna po runięciu 8 sierpnia 1991 roku masztu radiowego w Konstantynowie, najwyższej wówczas konstrukcji w dziejach świata.
Nadajnik odbudowany został w latach 1998–1999 na dawnym poligonie wojskowym w pobliżu Solca Kujawskiego. Przed II wojną światową w tym miejscu znajdowała się miejscowość (przysiółek) Kabat (Grosswalde), wysiedlona i wchłonięta przez utworzony przez Niemców w Puszczy Bydgoskiej wojskowy poligon artyleryjski i rakietowy.

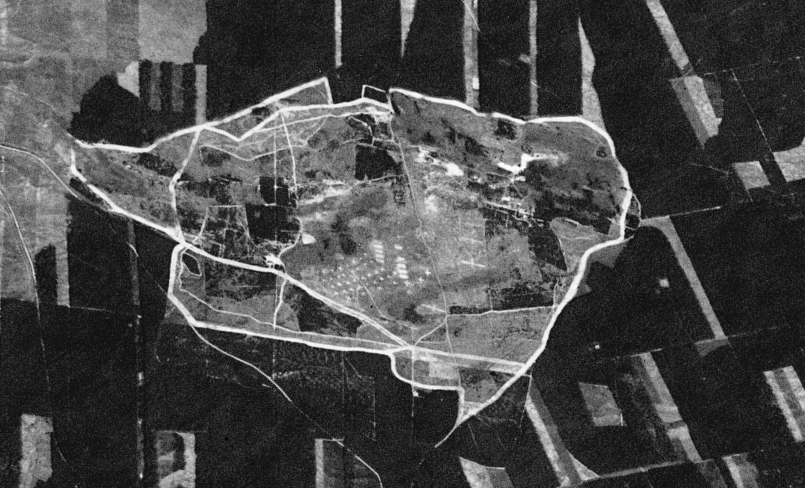
Teren dzisiejszego RCN Solec Kujawski sfotografowany przez satelitę wywiadowczego w 1965

Centrum zostało uroczyście uruchomione 4 września 1999 roku. W uroczystości otwarcia uczestniczyło wielu znamienitych gości, m.in. prezydent RP Aleksander Kwaśniewski oraz prymas Polski kardynał Józef Glemp.

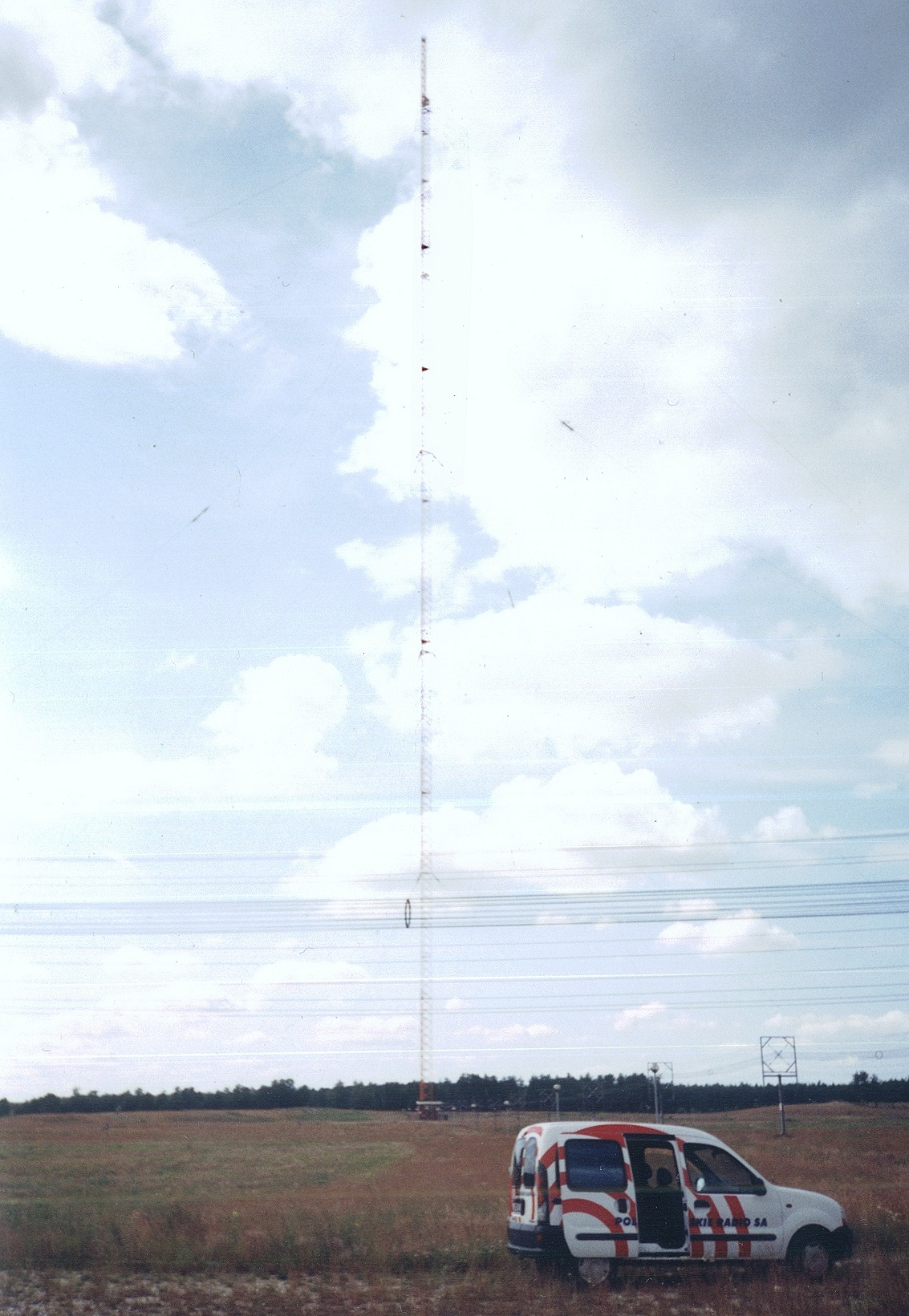
Maszt 330-metrowy

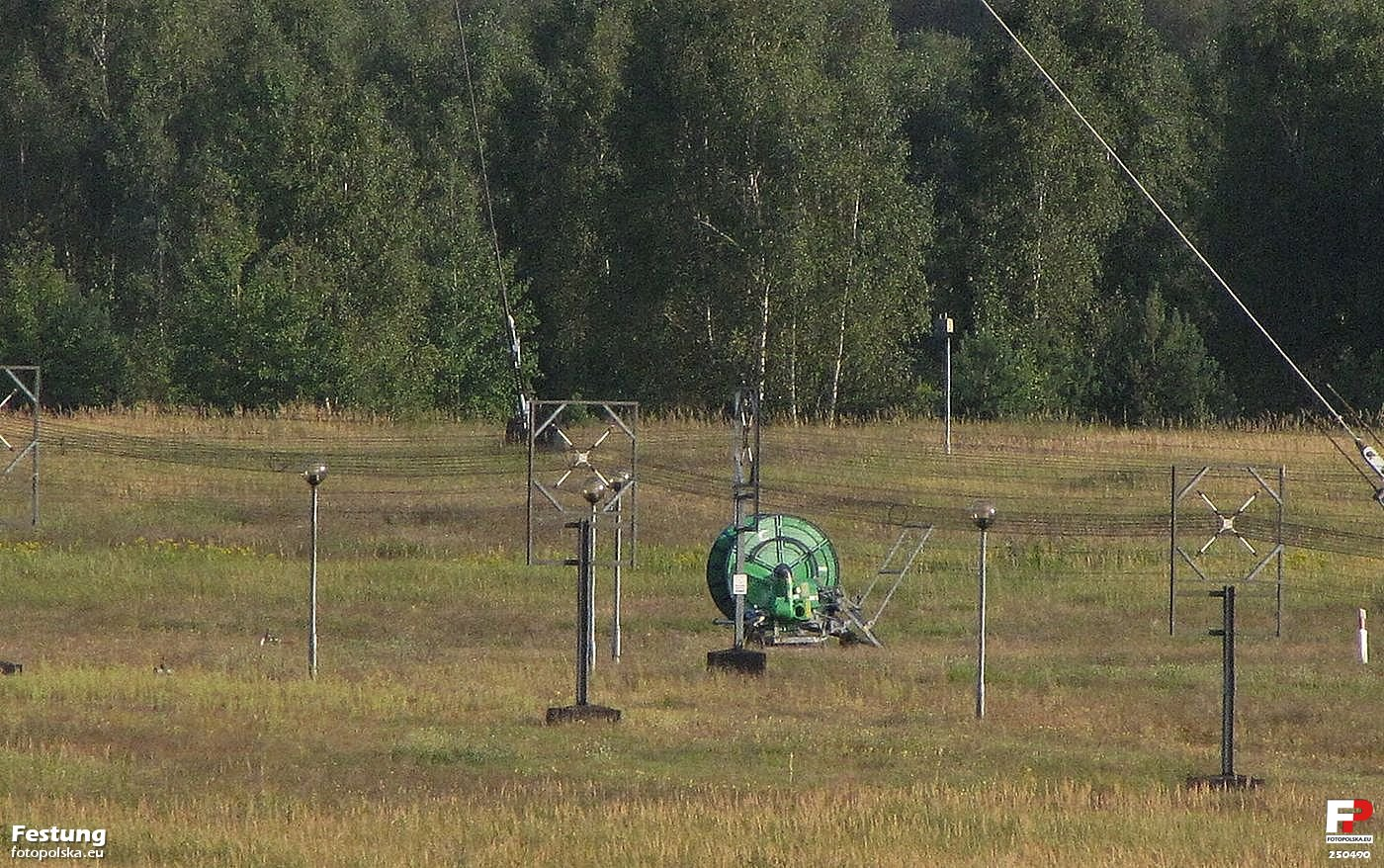
Fider, czyli przewód antenowy otwartej konstrukcji, którym przesyłany jest sygnał z nadajników do anteny

W trakcie planowania budowy zrezygnowano z budowania masztu półfalowego na rzecz dwóch mniejszych masztów ćwierćfalowych. Wynikło to po części z konieczności budowy kierunkowego zespołu anten, ze względu na niecentralne położenie nadajnika na terenie Polski i związaną z tym potrzebę kształtowania charakterystyki promieniowania (jest to charakterystyka w kształcie ósemki skierowanej osią główną na Przemyśl-Lubaczów). Maszty ćwierćfalowe mają wysokości 330 i 289 metrów, i są utrzymywane przez cztery poziomy odciągów. Wokół każdego masztu znajduje się uziemiający system przeciwwag o promieniu równym jego wysokości, wykonany z promieniście rozłożonych 120 drutów miedzianych zakopanych na głębokości 30–40 cm. Zasilanie energią w.cz. zrealizowane jest bocznikowo pomiędzy płaszczyznami odciągów, co umożliwia uziemienie całej konstrukcji. Zysk energetyczny anteny wynosi 4,94 dB.
Nadajnik długofalowy o mocy maksymalnej 1200 kW został skonstruowany przez francuską firmę Thomcast. Składa się on z trzech bloków o mocy maksymalnej (fali nośnej) 400 kW, natomiast każdy blok z 256 modułów, wykorzystujących tranzystory MOSFET (ponad 6100 tranzystorów mocy w całym nadajniku).
Sygnał przekazywany satelitarnie z warszawskiej rozgłośni Polskiego Radia, moduluje amplitudowo falę nośną przez włączanie i wyłączanie odpowiedniej liczby modułów (przy braku modulacji pracuje połowa modułów potrzebnych do uzyskania ustawionej mocy fali nośnej). Każdy blok jest oddzielnym nadajnikiem z modulacją amplitudy. Bloki pracują synchronicznie z możliwością pracy na antenę trzech lub dowolnych dwóch bloków, wtedy możliwe są prace serwisowe przy trzecim bloku bez wyłączania całego nadajnika. Sygnał z trzech (lub dwóch) bloków jest sumowany i filtrowany w układzie sumującym, a następnie wysyłany do zespołu anten.
Najsłabszy sygnał zmierzony na terenie Polski (w Przemyślu) wynosi 82.5 dBμV/m, co gwarantuje bardzo dobrą jakość odbioru. Im dalej od nadajnika, tym sygnał jest słabszy. Niesymetryczny kształt zasięgu jest efektem zastosowania anteny kierunkowej (dwa aktywne maszty o wysokości 330 i 289 m).
Od 1 grudnia 2015 roku mieszkańcy województwa kujawsko-pomorskiego mogą za pomocą masztów z Solca Kujawskiego słuchać emitowanych cyfrowo, w technologii DAB+ audycji Polskiego Radia.
16 maja 2017 roku podczas wykonywania przeglądu rozdzielni elektrycznej pracownik firmy zewnętrznej został porażony prądem średniego napięcia i zmarł. Spowodowało to przedłużenie przewidzianego na dwa dni przeglądu i zawieszenie emisji sygnału.

## Parametry obiektu
- Wysokość posadowienia podpory anteny: 64 m n.p.m.
- Wysokość obiektu: 330 m n.p.t.

## Transmitowane programy

### Programy radiowe
| LP | Program                 | Właściciel         | Częstotliwość | Moc nadajnika | Polaryzacja |
| -- | ----------------------- | ------------------ | ------------- | ------------- | ----------- |
| 1  | Polskie Radio Program I | Polskie Radio S.A. | 225 kHz       | 1000 kW       | pionowa     |

### Programy radiowe – cyfrowe
| Skład multipleksu                         | Częstotliwość | Kanał | Moc nadajnika | Polaryzacja | Charakterystyka anteny | Kompresja      |
| ----------------------------------------- | ------------- | ----- | ------------- | ----------- | ---------------------- | -------------- |
| MUX-R3 (w tym program lokalny: Radio PiK) | 216,928 MHz   | 11A   | 10 kW         | pionowa     | dookólna               | AAC/AAC+/AAC++ |